# Conrad L’Allemand (Maler)
Conrad L’Allemand (* 22. April 1809 in Hanau; † 15. Oktober 1880 in Hannover) war ein deutscher Porträtmaler aus Hessen.

## Leben

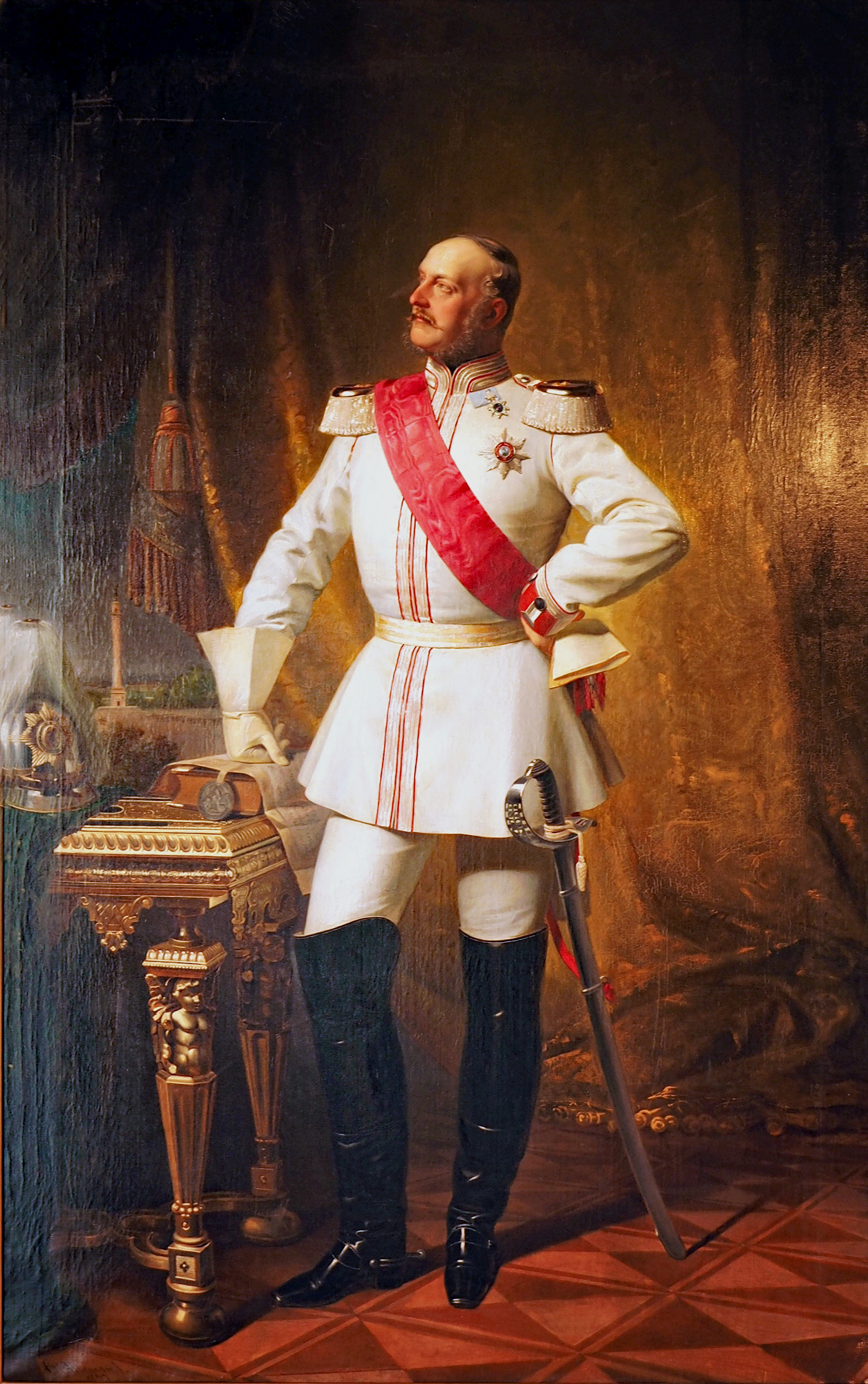
Von Conrad L'Allemand: Georg V., König von Hannover (1819–1878)

Conrad L'Allemand war der Enkel des Frankfurter Medailleurs Conrad Christian L’Allemand (1752–1830). L’Allemand wurde gemeinsam mit seinen drei Brüdern an der Akademie der bildenden Künste Wien ausgebildet. Seine Werke lassen sich an seinen drei großen Lebensstationen festmachen: In der Zeit von 1830 bis 1838 war er in Frankfurt am Main tätig und schuf Bildnisse des städtischen Bürgertums dort. Ab 1838 ging von dort nach Hannover, wo er durch eine Empfehlung einer Verwandten des Mediziners Georg Philipp Holscher Zugang zur Hofgesellschaft des Königreichs Hannover fand und diese in Porträts abbildete. Aufgrund der engen Beziehungen zwischen Hannover und dem englischen Hof in London befinden sich unter seinen Porträts auch solche britischer Persönlichkeiten der Zeit. Von Hannover aus war er zeitweilig auch in Berlin tätig. Entsprechend verfügt das Historische Museum am Hohen Ufer über mehrere Werke L'Allemands. Sein Nachlass wird von der Niedersächsischen Landesgalerie verwahrt. Sein 1830 begonnenes Werkverzeichnis weist bis zum Jahr 1878 nicht weniger als 2138 Porträts aus.
L'Allemand wurde vom Landesherrn des Königreichs Hannover mit der Verleihung der Goldenen Ehrenmedaille für Kunst und Wissenschaft geehrt.